# Список наград и номинаций Алана Менкена
Алан Ирвин Менкен (англ. Alan Irwin Menken) (родился 22 июля 1949 года) — американский композитор, автор песен, музыкальный дирижер, музыкальный руководитель и музыкальный продюсер. Менкен наиболее известен своей музыкой и песнями к фильмам, снятыми Walt Disney Animation Studios. Его музыка и песни для фильмов «Русалочка» (1989), «Красавица и Чудовище» (1991), «Аладдин» (1992) и «Покахонтас» (1995) принесли ему по две премии «Оскар». Он также написал музыку и песни для фильмов «Магазинчик ужасов» (1986), «Продавцы новостей» (1992), «Горбун из Нотр-Дама» (1996), «Геркулес» (1997), «Не бей копытом» (2004), «Зачарованная» (2007), «Рапунцель: Запутанная история» (2010) и другие. Его награды включают восемь премий «Оскар», премию «Тони», одиннадцать премий «Грэмми» и семь премий «Золотой глобус».
Он также известен своей работой в музыкальном театре на Бродвее и в других местах. Некоторые из них основаны на его фильмах Диснея, но другие сценические хиты включают «Магазинчик ужасов» (1982), «Рождественская песнь» (1994) и «Действуй, сестра» (2009).
Менкен сотрудничал с такими авторами текстов, как Линн Аренс, Ховард Эшман, Джек Фельдман, Тим Райс, Гленн Слейтер, Стивен Шварц и Дэвид Зиппель. Менкен, получивший восемь наград «Оскар», является вторым по результативности обладателем «Оскара» в музыкальных категориях после Альфреда Ньюмана, у которого 9 Оскаров. Он также выиграл 11 премий Грэмми, премию Тони и Дневную премию «Эмми» среди многих других наград. Менкен — один из шестнадцати человек, получивших «Оскар», «Эмми», «Грэмми» и «Тони».

## Особые почести
- 1993 - Distinguished Alumni Award[4] (given by New York University Association)
- 1998 - Kol Zimrah Award[5] (given by Hebrew Union College-Jewish Institute of Religion)
- 1998 - Colleen Dewhurst Awards:[6] "in recognition for outstanding contribution to the arts" (given by Northern Westchester Center for the Arts)
- 2000 - Presidential Medal (given by New York University)
- 2001 - Disney Legend Award[7]
- 2008 - Inductee: NYU Musical Theatre Hall of Fame[8]
- 2008 - Inductee: Songwriter's Hall of Fame[9]
- 2009 - Lifetime Achievement Award (given during the Musical Awards)
- 2010 - Hollywood Walk of Fame Star
- 2011 - Maestro Award (given by Billboard/The Hollywood Reporter Film and TV Conference)
- 2012 - Honors: "for extraordinary life achievement" (given by Encompass New Opera Theatre)
- 2013 - The Oscar Hammerstein Award[10] (given by York Theatre Company)
- 2013 - Broadway Junior Honors: "in recognition for his contribution towards the advancement of musical theatre for young people"
- 2013 - Freddie G. Award for Musical Achievement (given during Junior Theatre Festival)

## Работа в кино

### Премия «Оскар»
8 побед из 19 номинаций
| Год  | Категория                                                        | Номинируемая работа                                                                                   | Результат |
| ---- | ---------------------------------------------------------------- | --- | --------- |
| 1986 | Лучшая оригинальная песня                                        | «Mean Grean Mother From Outer Space» из фильма Магазинчик ужасов Совместно с Ховардом Эшманом (Слова) | Номинация |
| 1989 | Лучшая оригинальная музыка к фильму                              | Русалочка                                                                                             | Победа    |
| 1989 | Лучшая оригинальная песня                                        | «Kiss the Girl» из фильма Русалочка Совместно с Ховардом Эшманом (Слова)                              | Номинация |
| 1989 | Лучшая оригинальная песня                                        | «Under the Sea» из фильма Русалочка Совместно с Ховардом Эшманом (Слова)                              | Победа    |
| 1991 | Лучшая оригинальная музыка к фильму                              | Красавица и Чудовище                                                                                  | Победа    |
| 1991 | Лучшая оригинальная песня                                        | «Beauty and the Beast» из фильма Красавица и Чудовище Совместно с Ховардом Эшманом (Слова)            | Победа    |
| 1991 | Лучшая оригинальная песня                                        | «Be Our Guest» из фильма Красавица и Чудовище Совместно с Ховардом Эшманом (Слова)                    | Номинация |
| 1991 | Лучшая оригинальная песня                                        | «Belle» из фильма Красавица и Чудовище Совместно с Ховардом Эшманом (Слова)                           | Номинация |
| 1992 | Лучшая оригинальная музыка к фильму                              | Аладдин                                                                                               | Победа    |
| 1992 | Лучшая оригинальная песня                                        | «A Whole New World» из фильма Аладдин Совместно с Тимом Райсом (Слова)                                | Победа    |
| 1992 | Лучшая оригинальная песня                                        | «Friend Like Me» из фильма Аладдин Совместно с Ховардом Эшманом (Слова)                               | Номинация |
| 1995 | Лучшая оригинальная музыка к музыкальному или комедийному фильму | Покахонтас Совместно с Стивеном Шварцем (Слова)                                                       | Победа    |
| 1995 | Лучшая оригинальная песня                                        | «Colors of the Wind» из фильма Покахонтас Совместно с Стивеном Шварцем (Слова)                        | Победа    |
| 1996 | Лучшая оригинальная музыка к музыкальному или комедийному фильму | Горбун из Нотр-Дама Совместно с Стивеном Шварцем (Слова)                                              | Номинация |
| 1997 | Лучшая оригинальная песня                                        | «Go the Distance» из фильма Геркулес Совместно с Дэвидом Зиппелем (Слова)                             | Номинация |
| 2007 | Лучшая оригинальная песня                                        | «Happy Working Song» из фильма Зачарованная Совместно с Стивеном Шварцем (Слова)                      | Номинация |
| 2007 | Лучшая оригинальная песня                                        | «So Close» из фильма Зачарованная Совместно с Стивеном Шварцем (Слова)                                | Номинация |
| 2007 | Лучшая оригинальная песня                                        | «That's How You Know» из фильма Зачарованная Совместно с Стивеном Шварцем (Слова)                     | Номинация |
| 2010 | Лучшая оригинальная песня                                        | «I See the Light» из фильма Рапунцель: Запутанная история Совместно с Гленном Слейтером (Слова)       | Номинация |

### Премия «Энни»
1 победа из 4 номинаций
| Год  | Категория                                                                              | Номинируемая работа | Результат |
| ---- | -------------------------------------------------------------------------------------- | --- | --------- |
| 1995 | Лучшее индивидуальное достижение за музыку в области анимации                          | Покахонтас Совместно с Стивеном Шварцем (Слова)                                                                            | Победа    |
| 1996 | Лучшее индивидуальное достижение за музыку в области анимации                          | Горбун из Нотр-Дама Совместно с Стивеном Шварцем (Слова)                                                                   | Номинация |
| 2018 | Лучшее достижение за музыку в анимационном полнометражном фильме                       | Ральф против интернета Совместно с Генри Джекманом, Томом Макдугаллом (Музыка) Дэном Рейнольдсом, Филом Джонстоном (Слова) | Номинация |
| 2018 | Лучшее достижение за музыку в анимационном телевизионном/радиовещательном производстве | Рапунцель: Новая история Совместно с Кевином Клишем (Музыка) и Гленном Слейтером (Слова)                                   | Номинация |

### Премия BAFTA
| Год  | Категория              | Номинируемая работа                                       | Результат |
| ---- | ---------------------- | --------------------------------------------------------- | --------- |
| 1992 | Лучшая музыка к фильму | Красавица и Чудовище Совместно с Ховардом Эшманом (Слова) | Номинация |
| 1993 | Лучшая партитура       | Аладдин                                                   | Номинация |

### Премия «Выбор критиков»
| Год  | Категория         | Номинируемая работа | Результат |
| ---- | ----------------- | --- | --------- |
| 2007 | Лучший композитор | Зачарованная | Номинация |
| 2007 | Лучшая песня      | «That's How You Know» из фильма Зачарованная Совместно с Стивеном Шварцем (Слова) и Эми Адамс (исполнитель)                             | Номинация |
| 2010 | Лучшая песня      | «I See the Light» из фильма Рапунцель: Запутанная история Совместно с Гленном Слейтером (Слова) Мэнди Мур и Закари Ливаем (исполнители) | Номинация |
| 2017 | Лучшая песня      | «Evermore» из фильма Красавица и Чудовище Совместно с Тимом Райсом (Слова) и Дэном Стивенсом (исполнитель)                              | Номинация |
| 2019 | Лучшая песня      | «Speechless» из фильма Аладдин Совместно с Бенджом Пасеком и Джастином Полом (Слова), Наоми Скотт (исполнитель)                         | Номинация |

### Georgia Film Critics Association Awards
| Год  | Категория                 | Номинируемая работа                                                                | Результат |
| ---- | ------------------------- | ---------------------------------------------------------------------------------- | --------- |
| 2011 | Лучшая оригинальная песня | «Star Spangled Man» из фильма Первый мститель Совместно с Дэвидом Зиппелем (Слова) | Номинация |

### Премия «Золотой глобус»
7 побед из 16 номинаций
| Год  | Категория                           | Номинируемая работа                                                                             | Результат |
| ---- | ----------------------------------- | ----------------------------------------------------------------------------------------------- | --------- |
| 1989 | Лучшая оригинальная музыка к фильму | Русалочка                                                                                       | Победа    |
| 1989 | Лучшая оригинальная песня           | «Kiss the Girl» из фильма Русалочка Совместно с Ховардом Эшманом (Слова)                        | Номинация |
| 1989 | Лучшая оригинальная песня           | «Under the Sea» из фильма Русалочка Совместно с Ховардом Эшманом (Слова)                        | Победа    |
| 1991 | Лучшая оригинальная музыка к фильму | Красавица и Чудовище                                                                            | Победа    |
| 1991 | Лучшая оригинальная песня           | «Beauty and the Beast» из фильма Красавица и Чудовище Совместно с Ховардом Эшманом (Слова)      | Победа    |
| 1991 | Лучшая оригинальная песня           | «Be Our Guest» из фильма Красавица и Чудовище Совместно с Ховардом Эшманом (Слова)              | Номинация |
| 1992 | Лучшая оригинальная музыка к фильму | Аладдин                                                                                         | Победа    |
| 1992 | Лучшая оригинальная песня           | «A Whole New World» из фильма Аладдин Совместно с Тимом Райсом (Слова)                          | Победа    |
| 1992 | Лучшая оригинальная песня           | «Friend Like Me» из фильма Аладдин Совместно с Ховардом Эшманом (Слова)                         | Номинация |
| 1992 | Лучшая оригинальная песня           | «Prince Ali» из фильма Аладдин Совместно с Ховардом Эшманом (Слова)                             | Номинация |
| 1995 | Лучшая оригинальная музыка к фильму | Покахонтас                                                                                      | Номинация |
| 1995 | Лучшая оригинальная песня           | «Colors of the Wind» из фильма Покахонтас Совместно с Стивеном Шварцем (Слова)                  | Победа    |
| 1996 | Лучшая оригинальная музыка к фильму | Горбун из Нотр-Дама                                                                             | Номинация |
| 1997 | Лучшая оригинальная песня           | «Go the Distance» из фильма Геркулес Совместно с Дэвидом Зиппелем (Слова)                       | Номинация |
| 2007 | Лучшая оригинальная песня           | «That's How You Know» из фильма Зачарованная Совместно с Стивеном Шварцем (Слова)               | Номинация |
| 2010 | Лучшая оригинальная песня           | «I See the Light» из фильма Рапунцель: Запутанная история Совместно с Гленном Слейтером (Слова) | Номинация |

### Премия «Золотая малина»[16]
Менкен официально принял эту «Раззи» и с тех пор с гордостью говорил о ней в интервью.
| Год  | Категория                 | Номинируемая работа | Результат |
| ---- | ------------------------- | --- | --------- |
| 1993 | Худшая оригинальная песня | «High Times, Hard Times» из фильма Продавцы новостей Совместно с Джеком Фельдманом (Слова). Стал первым, кто получил премии «Раззи» и «Оскар» (за Аладдина (1992)) в том же году. | Победа    |

### Houston Film Critics Society Awards
| Год  | Категория                 | Номинируемая работа                                                                | Результат |
| ---- | ------------------------- | ---------------------------------------------------------------------------------- | --------- |
| 2008 | Лучшая оригинальная песня | «Happy Working Song» из фильма Зачарованная Совместно с Стивеном Шварцем (Слова)   | Номинация |
| 2011 | Лучшая оригинальная песня | «Star-Spangled Man» из фильма Первый мститель Совместно с Дэвидом Зиппелем (Слова) | Номинация |
| 2017 | Лучшая оригинальная песня | «Evermore» из фильма Красавица и Чудовище Совместно с Тимом Райсом (Слова)         | Номинация |

### International Film Music Critics Association Awards[21]
1 победа из 3 номинаций
| Год  | Категория                                           | Номинируемая работа           | Результат |
| ---- | --------------------------------------------------- | ----------------------------- | --------- |
| 2006 | Лучшая оригинальная музыка для комедийного фильма   | Лохматый папа                 | Номинация |
| 2007 | Лучшая оригинальная музыка для комедийного фильма   | Зачарованная                  | Победа    |
| 2010 | Лучшая оригинальная музыка для анимационного фильма | Рапунцель: Запутанная история | Номинация |

### Online Film and Television Awards[22]
| Год  | Категория                                       | Номинируемая работа | Результат |
| ---- | ----------------------------------------------- | --- | --------- |
| 1996 | Лучшая музыка к фильму                          | Горбун из Нотр-Дама Совместно с Стивеном Шварцем (Слова)                                                                                 | Номинация |
| 1996 | Лучшая оригинальная песня                       | «Someday» из фильма Горбун из Нотр-Дама Совместно с Стивеном Шварцем (Слова) и All-4-One (исполнители)                                   | Номинация |
| 1997 | Лучшая музыка к комедийному/музыкальному фильму | Геркулес Совместно с Дэвидом Зиппелем (Слова)                                                                                            | Номинация |
| 1997 | Лучшая оригинальная песня                       | «Go the Distance» из фильма Геркулес Совместно с Дэвидом Зиппелем (Слова) и Майклом Болтоном (исполнитель)                               | Номинация |
| 2003 | Зал славы (Музыка)                              | Зал славы (Музыка) | Победа    |
| 2007 | Лучшая оригинальная песня                       | «That's How You Know» из фильма Зачарованная Совместно с Стивеном Шварцем (Слова) и Эми Адамс (исполнитель)                              | Номинация |
| 2010 | Лучшая оригинальная песня                       | «I See the Light» из фильма Рапунцель: Запутанная история Совместно с Гленном Слейтером (Слова), Мэнди Мур и Закари Ливаем (исполнители) | Номинация |
| 2012 | Лучшая оригинальная песня                       | «Star Spangled Man» из фильма Первый мститель Совместно с Дэвидом Зиппелем (Слова)                                                       | Номинация |

### Phoenix Film Critics Society Awards
| Год  | Категория                 | Номинируемая работа                                                                              | Результат |
| ---- | ------------------------- | ------------------------------------------------------------------------------------------------ | --------- |
| 2010 | Лучшая оригинальная песня | «I've Got a Dream» из фильма Рапунцель: Запутанная история Совместно с Гленном Слейтером (Слова) | Номинация |
| 2011 | Лучшая оригинальная песня | «Star-Spangled Man» из фильма Первый мститель Совместно с Дэвидом Зиппелем (Слова)               | Номинация |

### Премия «Сатурн»
2 победы из 5 номинаций
| Год  | Категория     | Номинируемая работа  | Результат |
| ---- | ------------- | -------------------- | --------- |
| 1987 | Лучшая музыка | Магазинчик ужасов    | Победа    |
| 1993 | Лучшая музыка | Красавица и Чудовище | Номинация |
| 1993 | Лучшая музыка | Аладдин              | Номинация |
| 2008 | Лучшая музыка | Зачарованная         | Победа    |
| 2019 | Лучшая музыка | Аладдин              | Номинация |

### Sierra Awards[23]
| Год  | Категория    | Номинируемая работа                                                                             | Результат |
| ---- | ------------ | ----------------------------------------------------------------------------------------------- | --------- |
| 2010 | Лучшая песня | «I See the Light» из фильма Рапунцель: Запутанная история Совместно с Гленном Слейтером (Слова) | Победа    |

## Работа в театре

### Премия «Тони»[24]
1 победа из 5 номинаций
| Год  | Категория                  | Номинируемая работа                                                                          | Результат |
| ---- | -------------------------- | -------------------------------------------------------------------------------------------- | --------- |
| 1994 | Лучшая оригинальная музыка | Красавица и Чудовище Совместно с Ховардом Эшманом (Слова) и Тимом Райсом (Слова)             | Номинация |
| 2008 | Лучшая оригинальная музыка | Русалочка Совместно с Ховардом Эшманом (Слова) и Гленном Слейтером (Слова)                   | Номинация |
| 2011 | Лучшая оригинальная музыка | Действуй, сестра Совместно с Гленном Слейтером (Слова)                                       | Номинация |
| 2012 | Лучшая оригинальная музыка | Продавцы новостей Совместно с Джеком Фельдманом (Слова)                                      | Победа    |
| 2014 | Лучшая оригинальная музыка | Аладдин Совместно с Ховардом Эшманом (Слова), Тимом Райсом (Слова) и Чедом Бегелином (Слова) | Номинация |

### Премия «Драма Деск»[25]
1 победа из 6 номинаций
| Год  | Категория     | Номинируемая работа  | Результат |
| ---- | ------------- | -------------------- | --------- |
| 1983 | Лучшая музыка | Магазинчик ужасов    | Номинация |
| 1994 | Лучшая музыка | Красавица и Чудовище | Номинация |
| 2011 | Лучшая музыка | Действуй, сестра     | Номинация |
| 2012 | Лучшая музыка | Продавцы новостей    | Победа    |
| 2012 | Лучшая музыка | Сила веры            | Номинация |
| 2014 | Лучшая музыка | Аладдин              | Номинация |

### Премия Лиги Драмы[26]
| Год  | Категория                                   | Результат |
| ---- | ------------------------------------------- | --------- |
| 2012 | Заслуженные достижения в музыкальном театре | Победа    |

### Evening Standard Award
| Год  | Категория     | Номинируемая работа                            | Результат |
| ---- | ------------- | ---------------------------------------------- | --------- |
| 1983 | Лучший мюзикл | Магазинчик ужасов Совместно с Ховардом Эшманом | Победа    |

### Премия Лоренса Оливье
1 победа из 2 номинаций
| Год  | Категория           | Номинируемая работа                                                                                           | Результат |
| ---- | ------------------- | --- | --------- |
| 1983 | Мюзикл года         | Магазинчик ужасов Совместно с Ховардом Эшманом                                                                | Номинация |
| 1998 | Лучший новый мюзикл | Красавица и Чудовище Совместно с Ховардом Эшманом (Слова), Тимом Райсом (Слова) и Линдой Вулвертон (Либретто) | Победа    |

### New York Drama Critic Circle Awards[27]
| Год  | Категория     | Номинируемая работа                            | Результат |
| ---- | ------------- | ---------------------------------------------- | --------- |
| 1983 | Лучший мюзикл | Магазинчик ужасов Совместно с Ховардом Эшманом | Победа    |

### Outer Critics Circle Awards[28]
3 победы из 4 номинаций
| Год  | Категория                                       | Номинируемая работа                                    | Результат |
| ---- | ----------------------------------------------- | ------------------------------------------------------ | --------- |
| 1983 | Лучший Офф-бродвейский мюзикл                   | Магазинчик ужасов Совместно с Ховардом Эшманом         | Победа    |
| 1983 | Лучшая музыка                                   | Магазинчик ужасов Совместно с Ховардом Эшманом (Слова) | Победа    |
| 2012 | Лучшая новая музыка                             | Продавцы новостей                                      | Победа    |
| 2014 | Лучшая новая музыка (The Marjorie Gunner Award) | Аладдин                                                | Номинация |

## Работа над музыкой

### Премия «Грэмми»[29]
11 побед из 24 номинаций
| Год  | Категория                                                                   | Номинируемая работа | Результат |
| ---- | --------------------------------------------------------------------------- | --- | --------- |
| 1983 | Лучший музыкальный альбом актёрского состава                                | Магазинчик ужасов Совместно с Ховардом Эшманом и Филом Рамоном | Номинация |
| 1991 | Лучшая запись для детей                                                     | The Little Mermaid: Original Walt Disney Records Soundtrack Совместно с Ховардом Эшманом | Победа    |
| 1991 | Лучшая инструментальная композиция, написанная для кино или для телевидения | The Little Mermaid: Original Walt Disney Records Soundtrack | Номинация |
| 1991 | Лучшая песня, написанная специально для кино или телевидения                | «Kiss the Girl» из фильма Русалочка Совместно с Ховардом Эшманом (Слова) | Номинация |
| 1991 | Лучшая песня, написанная специально для кино или телевидения                | «Under the Sea» из фильма Русалочка Совместно с Ховардом Эшманом (Слова) | Победа    |
| 1993 | Альбом года                                                                 | Beauty and the Beast: Original Motion Picture Soundtrack Совместно с Различными исполнителями | Номинация |
| 1993 | Песня года                                                                  | «Beauty and the Beast» из фильма Красавица и Чудовище Совместно с Ховардом Эшманом (Слова) | Номинация |
| 1993 | Лучший музыкальный альбом для детей                                         | Beauty and the Beast: Original Motion Picture Soundtrack Совместно с Ховардом Эшманом (Слова) | Победа    |
| 1993 | Лучшая инструментальная композиция, написанная для кино или для телевидения | Beauty and the Beast: Original Motion Picture Soundtrack | Победа    |
| 1993 | Лучшая песня, написанная специально для кино или телевидения                | «Beauty and the Beast» из фильма Красавица и Чудовище Совместно с Ховардом Эшманом (Слова) | Победа    |
| 1994 | Песня года                                                                  | «A Whole New World (Aladdin's Theme)» из фильма Аладдин Совместно с Тимом Райсом (Слова) | Победа    |
| 1994 | Лучший музыкальный альбом для детей                                         | Aladdin: Original Motion Picture Soundtrack Совместно с Тимом Райсом (Слова) | Победа    |
| 1994 | Лучшая инструментальная композиция, написанная для кино или для телевидения | Aladdin: Original Motion Picture Soundtrack | Победа    |
| 1994 | Лучшая песня, написанная специально для кино или телевидения                | «A Whole New World» из фильма Аладдин Совместно с Тимом Райсом (Слова) | Победа    |
| 1994 | Лучшая песня, написанная специально для кино или телевидения                | «Friend Like Me» из фильма Аладдин Совместно с Ховардом Эшманом (Слова) | Номинация |
| 1996 | Лучшая песня, написанная специально для кино или телевидения                | «Colors of the Wind» из фильма Покахонтас Совместно с Стивеном Шварцем (Слова) | Победа    |
| 2009 | Лучшая песня, написанная для кино, телевидения или других визуальных медиа  | «Ever Ever After» из фильма Зачарованная Совместно с Стивеном Шварцем (Слова) | Номинация |
| 2009 | Лучшая песня, написанная для кино, телевидения или других визуальных медиа  | «That's How You Know» из фильма Зачарованная Совместно с Стивеном Шварцем (Слова) | Номинация |
| 2009 | Лучший музыкальный театральный альбом                                       | Disney's The Little Mermaid: Original Broadway Cast Recording Совместно с Брюсом Ботником, Майклом Косарином и Крисом Монтаном (продюсеры)                                                                                            | Номинация |
| 2012 | Лучшая песня, написанная для визуальных медиа                               | «I See the Light» из фильма Рапунцель: Запутанная история Совместно с Гленном Слейтером (Слова) | Победа    |
| 2012 | Лучший компиляционный саундтрек для визуальных медиа                        | Рапунцель: Запутанная история | Номинация |
| 2013 | Лучший музыкальный театральный альбом                                       | Newsies (Original Broadway Cast Recording) Совместно с Джереми Джорданом и Карой Линдсей (главные солисты), Фрэнком Филипетти, Майклом Косарином и Крисом Монтаном (продюсеры)                                                        | Номинация |
| 2015 | Лучший музыкальный театральный альбом                                       | Aladdin (Original Broadway Cast Recording) Совместно с Джеймсом Монро Иглхартом, Адамом Джейкобсом и Кортни Рид (главные солисты), Фрэнком Филипетти, Майклом Косарином и Крисом Монтаном (продюсеры)                                 | Номинация |
| 2021 | Лучший музыкальный театральный альбом                                       | Little Shop of Horrors (The New Off-Broadway Cast) Совместно с Тэмми Бланчард, Джонатаном Гроффом и Томом Аланом Роббинсом (главные солисты), Уилл ван Дайком, Майклом Майером и Фрэнком Вольфом (продюсеры) Ховардом Эшманом (Слова) | Номинация |

### BMI Film/TV Awards
8 побед из 8 номинаций + Премия Ричарда Кирка за карьерные достижения
| Год  | Категория                                    | Номинируемая работа                          | Результат |
| ---- | -------------------------------------------- | -------------------------------------------- | --------- |
| 1990 | BMI Film Music Award                         | Русалочка                                    | Победа    |
| 1992 | BMI Film Music Award                         | Красавица и Чудовище                         | Победа    |
| 1993 | BMI Film Music Award                         | Аладдин                                      | Победа    |
| 1996 | BMI Film Music Award                         | Покахонтас                                   | Победа    |
| 1997 | BMI Film Music Award                         | Горбун из Нотр-Дама                          | Победа    |
| 1998 | BMI Film Music Award                         | Геркулес                                     | Победа    |
| 1998 | Премия Ричарда Кирка за карьерные достижения | Премия Ричарда Кирка за карьерные достижения | Победа    |
| 2008 | BMI Film Music Award                         | Зачарованная                                 | Победа    |
| 2013 | BMI Film Music Award                         | Белоснежка: Месть гномов                     | Победа    |

## Работа в телевидении

### Премия «Эмми»
2 победы из 4 номинаций
| Год  | Категория премии             | Категория                                                                  | Номинируемая работа | Результат |
| ---- | ---------------------------- | -------------------------------------------------------------------------- | --- | --------- |
| 1990 | Специальная премия «Эмми»    | Лучший вклад в успех Академии антинаркотических препаратов для детей       | за песню «Wonderful Ways to Say No» из специального телевизионного фильма Герои мультфильмов приходят на помощь Совместно с Ховардом Эшманом  | Победа    |
| 2013 | Прайм-таймовая премия «Эмми» | Лучшая оригинальная музыка и слова                                         | за песню «More or Less the Kind of Thing You May or May Not Possibly See on Broadway» из сериала Соседи Совместно с Гленном Слейтером (Слова) | Номинация |
| 2016 | Прайм-таймовая премия «Эмми» | Лучшая оригинальная музыка и слова                                         | за песню «A New Season» из сериала Галавант Совместно с Гленном Слейтером (Слова)                                                             | Номинация |
| 2020 | Дневная премия «Эмми»        | Лучшая оригинальная песня в детской, молодёжной или анимационной программе | за песню «Waiting in the Wings» из сериала Рапунцель: Новая история: Рапунцель и Великое Древо Совместно с Гленном Слейтером (Слова)          | Победа    |